# Kush (cànnabis)
Kush és com s'anomena una varietat de Cannabis indica de la qual existeixen diferents tipus: Afghan Kush, Hindu Kush, Green Kush i Purple Kush, o les varietats híbrides Blueberry Kush i Golden Jamaican Kush.
El seu origen es troba a l'Afganistan, el nord del Pakistan i el nord-oest de l'Índia. El nom procedeix de la serralada Hindu Kush.